# 古爾登冰川
64°15′S 57°22′W / 64.250°S 57.367°W
古爾登冰川（Gourdon Glacier），是南極洲的冰川，位於葛拉漢地的詹姆斯羅斯島東部，全長7公里，最終在聖麗塔角和拉博特角之間注入馬卡姆灣，以法國探險隊的地質學家命名，現時由南極條約體系管理。